# 1909 en arts plastiques
| Années des arts plastiques : 1906 - 1907 - 1908 - 1909 - 1910 - 1911 - 1912    |
| Décennies des arts plastiques : 1870 - 1880 - 1890 - 1900 - 1910 - 1920 - 1930 |

Cette page concerne l'année 1909 en arts plastiques.

## Événements
- janvier : Fondation à Munich de la Neue Künstlervereinigung München (la Nouvelle association des artistes munichois), marquant le début des activités du groupe allemand connu plus tard sous le nom Der Blaue Reiter (Le Cavalier bleu).
- 20 février 1909 : Manifeste du futurisme italien, publié dans Le Figaro.
- à partir de 1909 : Cubisme analytique en France.

## Œuvres
- La Muse endormie, de Constantin Brâncuși.

## Naissances
- 1er janvier : Geneviève Gavrel, peintre française († 25 janvier 1999),
- 4 janvier : Roberto Montenegro, peintre et graveur mexicain († 1er décembre 2002),
- 12 janvier : Maria Primatchenko, peintre russe, soviétique puis ukrainienne († 18 août 1997),
- 15 janvier : Eva Bonnier, peintre paysagiste, portraitiste et philanthrope suédoise (° 17 novembre 1857),
- 16 janvier : Jacques Dupont, scénographe, décorateur de théâtre, peintre et illustrateur français († 21 avril 1978),
- 19 janvier : André Bardet, peintre français († 2006),
- 29 janvier :
  - Pierre Bosco, peintre français d'origine italienne († 3 mars 1993),
  - François Herr, peintre et architecte français († 19 décembre 1995),
  - Nanic Osterlind, aquarelliste français († 27 juin 1943),
- 11 février : Gustave Singier, peintre, graveur et lithographe non figuratif français d'origine belge († 5 mai 1984),
- 12 février : Zoran Mušič, peintre et graveur slovène († 25 mai 2005),
- 16 février : Roger Gounot, peintre, graveur et conservateur de musée français († 26 janvier 1979),
- 21 février : Hans Erni, peintre, graphiste, graveur et illustrateur suisse († 21 mars 2015),
- 26 février : Michel Tapié, critique d'art, musicien, peintre, sculpteur, organisateur d'expositions et théoricien de l'art français († 30 juillet 1987),
- 2 mars :
  - Maurice-Raymond de Brossard, officier de marine, historien et peintre français († 5 octobre 1997),
  - Gordon McKinley Webber, artiste canadien, pionnier du modernisme († 17 novembre 1965),
- 15 mars : Jaroslava Muchová, peintre austro-hongroise puis tchécoslovaque († 9 novembre 1986),
- 28 mars : Gabriel-Sébastien Simonet, céramiste, peintre, sculpteur et photographe français († 2 juillet 1990),
- 25 avril : Jaroslav Doubrava, compositeur, peintre et pédagogue austro-hongrois puis tchécoslovaque († 2 octobre 1960),
- 4 mai : André Hambourg, peintre, illustrateur, lithographe et résistant français († 4 décembre 1999),
- 9 mai : Pierre-André De Wisches, peintre français († 1997),
- 17 mai : Jeannine Guillou, peintre française († 27 février 1946),
- 27 mai : André Blondel, peintre juif polono-français († 14 juin 1949),
- 30 mai : Anne Français, peintre, aquarelliste, pastelliste et lithographe française († 30 mai 1995),
- 2 juin : Théo Kerg, peintre, sculpteur, graveur et verrier d'art luxembourgeois († 4 mars 1993),
- 9 juin : Serge Essaian, peintre, sculpteur et scénographe français d'origine russe († 22 janvier 2007),
- 15 juin : Joe De Santis, acteur et sculpteur américain († 30 août 1989),
- 23 juin : Jean-Paul Brusset, peintre, peintre décorateur et illustrateur français († 13 août 1985),
- 26 juin : Jean Bertholle, peintre et graveur français († 6 décembre 1996),
- 19 juillet : Lucien Lautrec, peintre français († 26 novembre 1991),
- 24 juillet : Victor Vic-Daumas, peintre et médailleur français († 25 novembre 2002),
- 28 juillet : Renato Chabod, avocat, homme politique, écrivain, peintre et alpiniste italien († 1990),
- 1er août : Maurice Buffet, peintre français († juin 2000),
- 4 août : Franco Gentilini, peintre italien († 5 avril 1981),
- 5 août : Jan Vaerten, peintre belge († 23 décembre 1980),
- 15 août : Antonio Corpora, peintre expressionniste et abstrait italien († 6 septembre 2004),
- 16 août : Albert Lauzero, peintre et graveur français († 20 juillet 2006),
- 10 septembre : Pierre Valade, peintre français († 17 avril 1971),
- 13 septembre : Roberta González, peintre et sculptrice française († 10 juillet 1976),
- 20 septembre : Paul Georges Klein, peintre et dessinateur français († 23 décembre 1994),
- 25 septembre : Mario Tauzin, peintre, illustrateur et dessinateur français († 31 octobre 1979),
- 29 septembre : Henri Goetz, peintre et graveur français d'origine américaine († 12 août 1989),
- 1er octobre : Bianca Wallin, peintre suédoise († 5 janvier 2006),
- 3 octobre : Robert de La Rivière, peintre aquarelliste et pilote automobile français († 14 octobre 1992),
- 4 octobre : Jorj Morin, peintre et graveur français († 1995),
- 10 octobre : Guido Seborga, journaliste, écrivain et peintre italien († 13 février 1990),
- 19 octobre : Anita de Caro, peintre et graveuse française d'origine américaine († 18 février 1998),
- 20 octobre : Yasushi Sugiyama, peintre japonais des ères Shōwa et Heisei († 20 octobre 1993),
- 28 octobre : Francis Bacon, peintre britannique († 28 avril 1992),
- 30 octobre : Jean Le Moal, peintre français († 16 mars 2007),
- 5 novembre : Milena Pavlović-Barili, peintre et poétesse serbe puis yougoslave († 6 mars 1945),
- 14 novembre : Édouard Delaporte, architecte, peintre et sculpteur français († 6 juillet 1983),
- 20 novembre : Charles Homualk, peintre et illustrateur de cartes postales français († 25 mars 1996),
- 26 novembre : Miguel Devèze, peintre et sculpteur sur bois français († 2 janvier 2000),
- 8 décembre : Marian Konarski, peintre figuratif polonais († 30 octobre 1998),
- 9 décembre : Trude Sojka, peintre et sculptrice tchécoslovaque puis tchèque et équatorienne († 18 mars 2007),
- 11 décembre :
  - Simone Barbié, peintre française († 13 février 1988),
  - Irène Zurkinden, peintre suisse († 27 décembre 1987),
- 21 décembre : Edgar Stoëbel, pseudonyme de Ichoua René Teboul, peintre français († 7 décembre 2001),
- 25 décembre : Louis Van Lint, peintre belge († 27 décembre 1986),
- ? : 
  - Paul Anderbouhr, peintre français,
  - Luis Arenal Bastar, peintre, graveur et sculpteur mexicain († 7 mai 1985),
  - Yin-t'ang Ts'ai, peintre chinois († 1998).

## Décès
- 1er janvier : 
  - Nikolaï Karazine, homme de lettres et peintre russe (° 9 décembre 1842),
  - Jean-Baptiste Jules Trayer, peintre de genre français (° 20 août 1824),
- 3 janvier : Joseph Trévoux, peintre français (° 26 janvier 1831),
- 27 janvier : Léon Becker, peintre et naturaliste belge (° 1826),
- 20 février : Paul-Élie Ranson, peintre et graveur nabi français (° 29 mars 1861),
- 26 février : Raymond Balze, peintre et pastelliste français (° 4 mai 1818),
- 2 mars : Henriëtte Ronner-Knip, peintre belgo-néerlandaise (° 31 mai 1821),
- 4 mars : Alexandre Charpentier, sculpteur, médailleur, ébéniste et peintre français (° 10 juin 1856),
- 8 mars : 
  - Henri-Joseph Dubouchet, peintre et graveur français (° 28 mars 1833),
  - Guido Carmignani, peintre italien (° 23 janvier 1838),
- 9 mars : François Reynaud, peintre et dessinateur français (° 1825),
- 15 mars : Victor Vignon, peintre paysagiste et graveur français (° 25 décembre 1847),
- 16 mars :  Auguste Nayel, sculpteur français (° 16 mai 1845),
- 27 mars : Marius Jouve, félibre et peintre français (° 1843),
- 30 mars : François Reynaud, peintre et dessinateur français (° 12 août 1825),
- 3 avril : Louis Le Poittevin, peintre français (° 23 mai 1847),
- 7 avril : Henri Zuber, peintre paysagiste français (° 24 juin 1844),
- 12 avril : Bartolomeo Giuliano, peintre italien (° 15 août 1825),
- 16 avril : Ivan Pranishnikoff, peintre, illustrateur et archéologue russe (° 3 mai 1841),
- 10 mai : Félix-Henri Giacomotti, peintre français d'origine italienne (° 19 novembre 1828),
- 16 mai : Henri Patrice Dillon, peintre, illustrateur et lithographe français d'origine irlandaise (° 28 novembre 1850),
- 24 mai : Émile Michel, peintre et critique d'art français (° 19 juillet 1828),
- 25 mai : Guillaume Dubufe, peintre et illustrateur français (° 16 mai 1853),
- ? mai : Henri-Louis Dupray, peintre, graveur et illustrateur français (° 3 novembre 1841),
- 1er juin : Alfred Casile, peintre français (° 9 février 1848),
- 5 juin : Eugène Victor Bourgeois, peintre français (° 5 juin 1855),
- 7 juin : 
  - Fritz Overbeck, peintre allemand (° 15 septembre 1869),
  - José Salomé Pina, peintre mexicain (° 1830),
- 14 juin : Witold Wojtkiewicz, peintre polonais (° 29 décembre 1879),
- ? juin : Jean-Baptiste Noro, peintre et anarchiste français (° 11 septembre 1841),
- 9 juillet : Willy Hamacher, peintre allemand (° 10 juillet 1865),
- 11 juillet : Gustave Jacquet, peintre français (° 25 mai 1846),
- 9 août : Ernest Montaut, peintre, affichiste et dessinateur français (° 7 novembre 1878),
- 11 août : Jules Hénault, peintre, caricaturiste, lithographe et illustrateur français (° 3 octobre 1859),
- 13 août : Annibale Gatti, peintre italien (° septembre 1828),
- 14 septembre : Louis Prang, lithographe, imprimeur et éditeur américain (° 12 mars 1824),
- 22 septembre : Nikolaï Mourachko, professeur d'art et peintre réaliste russe (° 20 mai 1844),
- 26 septembre : Apcar Baltazar, peintre roumain d'origine arménienne (° 26 février 1880),
- 7 octobre : Henri Bellery-Desfontaines, peintre, illustrateur, affichiste, typographe, architecte et décorateur français de la période de l'Art nouveau (° 20 mars 1867),
- 19 octobre : Carel de Nerée tot Babberich, dessinateur, peintre et écrivain néerlandais (° 18 mars 1880),
- 22 octobre : Vassili Petrovitch Verechtchaguine, peintre d'histoire et de portrait russe (° 13 janvier 1835),
- 23 octobre : Maxime Dastugue, peintre français (° 11 juin 1851),
- 9 décembre : Johannes Adam Simon Oertel, peintre et clerc américain (° 3 novembre 1823),
- 15 novembre : Alfred Le Petit, peintre, caricaturiste et photographe français (° 8 juin 1841),
- 24 novembre : Edmond Lempereur, peintre, illustrateur et graveur français (° 4 janvier 1876),
- 21 décembre : Julius Bien, lithographe américain (° 27 septembre 1826),
- 22 décembre : Léonide Bourges, peintre française (° 22 janvier 1838),
- 26 décembre : Frederic Remington, peintre, dessinateur et sculpteur américain (° 4 octobre 1861).
- 28 décembre : Théophile-Narcisse Chauvel, peintre, graveur, lithographe et photographe français (° 2 avril 1831),
- ? :
  - Rodolfo Morgari, peintre italien (° 1827).